# Rosa Yassin Hassan

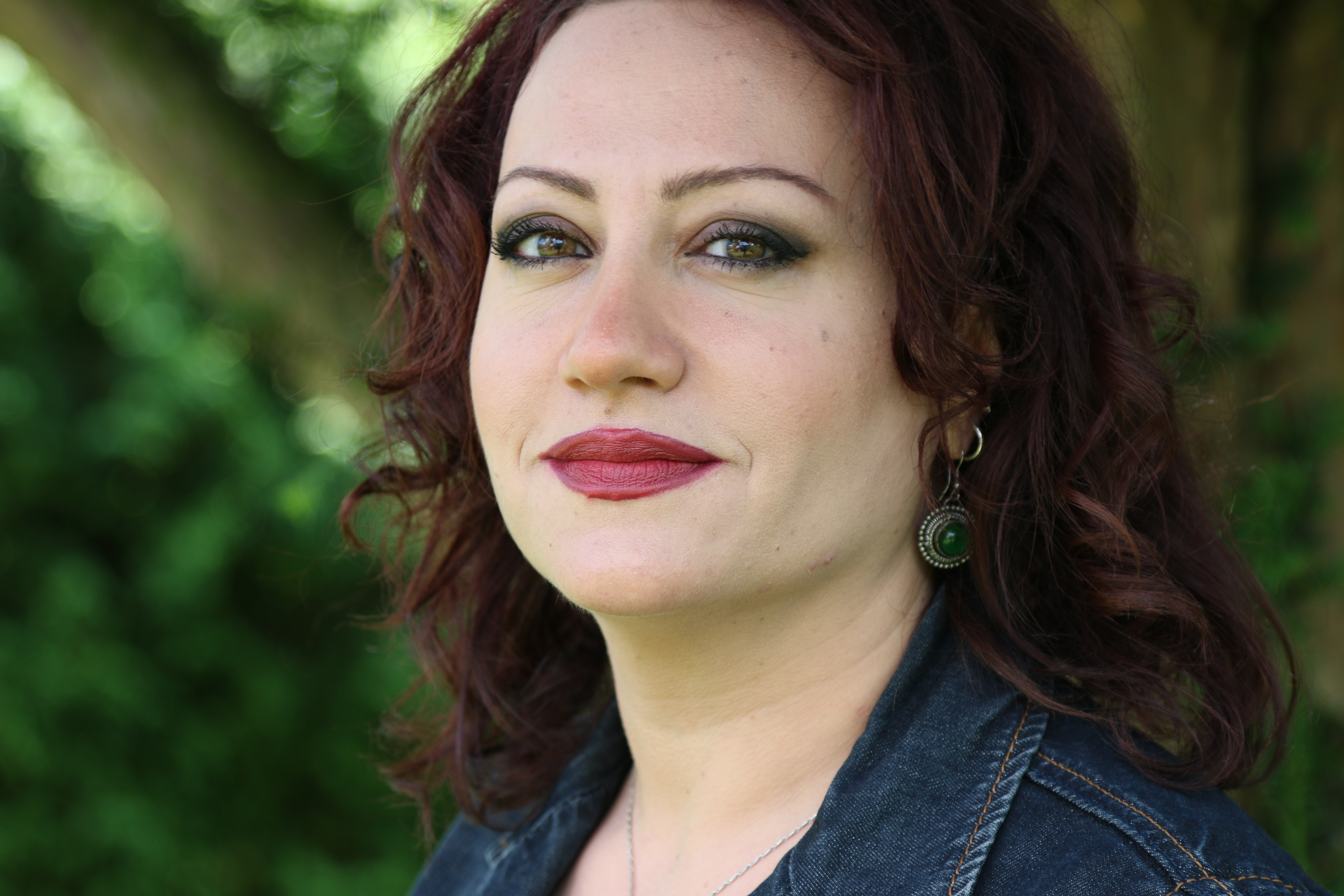
Hassan, 2017

Rosa Yassin Hassan (en árabe : روزا ياسين حسن, Damasco, 1 de diciembre de 1974) es una escritora siria.

## Biografía
Tras estudiar arquitectura, se hizo periodista. 
En 2004 ganó el premio Hanna Mineh, y en 2009 la incluyeron en el grupo de escritores menores de 40 más influyentes Bierut39.
Por su oposición al régimen de Bashar al-Ásad, vive refugiada en Alemania desde 2012.
.

## Obra
- مجموعة قصصية بعنوان: سماء ملوثة بالضوء, 2000
- أبنوس,  2004
- نيغاتيف: من ذاكرة المعتقلات السياسيات (رواية توثيقية), 2008
- حراس الهواء, 2009
- بروفا: رواية,  2011